# Турисаз
| Название                  | Пра- германское | Древне- английское | Древне- скандинавское |
| ------------------------- | --------------- | ------------------ | --------------------- |
| Название                  | *Þurisaz        | Þorn               | Þurs                  |
| Название                  | «ётун, гигант»  | «шип»              | «ётун, гигант»        |
| Форма                     | Старший футарк  | Футорк             | Младший футарк        |
| Форма                     |                 |                    |                       |
| Unicode                   | ᚦ U+16A6        | ᚦ U+16A6           | ᚦ U+16A6              |
| Транслитерация            | þ               | þ                  | þ                     |
| Транскрипция              | þ               | þ, ð               | þ, ð                  |
| МФА                       | [θ]             | [θ], [ð]           | [θ], [ð]              |
| Позиция в руническом ряду | 3               | 3                  | 3                     |

Ту́рисаз или Ту́рс (ᚦ) — третья руна германского алфавита. Присутствует в старшем футарке, футорке и младшем футарке.
Обозначает звуки [θ] и [ð].
Реконструированное название в старшем футарке — Þurisaz, что на прагерманском предположительно могло означать либо «бог Тор», либо «великан».
В англосаксонском футарке называлась Þorn (др.-англ. «шип», «колючка»).
В младшем футарке называется Þurs, что на древнескандинавском значит «турс» (великан в северной мифологии, позже — любое враждебное человеку создание, не являющееся богом).
В пунктированном футарке также есть руна ᚧ, обозначающая звук [ð].
От этой руны происходит латинская буква Торн (Þ, þ), которую придумали для записи звука [θ] и которая ныне используется только в исландском алфавите.

## Упоминания в рунических поэмах[1]
| Поэма            | Оригинал | Перевод |
| ---------------- | --- | --- |
| Англосаксонская  | Þorn biþ þearle scearp · þegna gehwilcum onfeng is yfel · ungemetum réþe manna gehwilcum · þe him mid reste. | Шип (терн?) — жестоко остр, тану каждому схватившемуся — он зло, безмерно суров к человеку любому, что на нём отдыхает. |
| Старонорвежская  | Þurs vældr kvinna kvillu; kátr værðr fár af illu.                                                            | Турс причиняет горе женщинам; немногие рады несчастью.                                                                  |
| Древнеисландская | Þurs er kvenna kvöl ok kletta búi ok varðrúnar verr.                                                         | Турс — это женское горе и обитель скал и муж жены-ётини Вард-руны.                                                      |